# Bennettazhia
Bennettazhia (il cui nome significa "azhdarcho di Bennett") è un genere estinto di pterosauro pterodactyloide tapejaromorpho vissuto nel Cretaceo inferiore, circa 100 milioni di anni fa (Albiano), nell'Oregon, USA. Il genere contiene una singola specie, ossia B. oregonensis.
Nel 1928, Charles Whitney Gilmore nominò una nuova specie di Pteranodon: P. oregonensis, sulla base di un omero (olotipo MPUC V.126713), due vertebre dorsali fuse e l'estremità rotta di un osso articolare, rinvenuti dai letti risalenti al Cretaceo inferiore (Albiano) della Formazione Hudspeth nella Contea di Wheeler, nello stato dell'Oregon, USA. Gilmore notò alcune somiglianze con il genere Nyctosaurus sebbene gli esemplari fossero più grandi.
Nel 1989, S. Christopher Bennett concluse che i resti potevano appartenere ad un membro di Azhdarchidae anziché di uno Pteranodontide. Il paleontologo russo Lev Nesov quindi nel 1991 nominò un nuovo genere di azhdarchide: Bennettazhia. Il nome del genere onora Bennett e combina il suo nome con la parola persiana azhdarha ossia "drago", in riferimento ad Azhdarcho, il genere tipo degli Azhdarchidae. Lo stesso Bennett nel 1994 cambiò opinione e dichiarò che l'animale apparteneva ai Dsungaripteridae. Tuttavia, Wellnhofer (1991), Peters (1997), Kellner (2003) e Unwin (2003) decisero di collocarlo momentaneamente come Pterodactyloidea incertae sedis.
Nel 2007, il biologo americano Michael Habib ha rivelato il risultato di uno studio condotto con CAT-scan sull'esemplare tipo. L'omero, lungo 183 millimetri, non è schiacciato, il che è insolito per un fossile di pterosauro e quindi ha offerto una rara opportunità di studiare la struttura ossea. Oltre alla sottile parete ossea, l'omero era pieno di un tessuto spugnoso costituito da trabecole, strati ossei e puntoni molto sottili, che formano una costruzione leggera ma resistente. Habib dedusse che tale forza avrebbe permesso anche a pterosauri molto grandi di decollare da terra usando le loro zampe anteriori. La stessa indagine ha reso possibile una migliore classificazione dell'animale. L'omero ha una cresta deltopettorale allungata che non è deformata. Sia i dsungaripteridi che gli azhdarchoidi mostrano questa caratteristica, ma solo quest'ultimo gruppo è caratterizzato da una parete ossea esterna così sottile. Habib concluse che Bennetazhia era un membro degli Azhdarchoidea, un gruppo più comprensivo che contiene anche gli Azhdarchidae.